# Cryptophaps poecilorrhoa
Pombo-sombrio ou pombo-da-celebes (Cryptophaps poecilorrhoa) é uma espécie de ave da família Columbidae. É a única espécie do género Cryptophaps
É endémica da Indonésia.
Os seus habitats naturais são: regiões subtropicais ou tropicais húmidas de alta altitude.